# Canal Jones
El canal Jones (Jones Channel en anglés) és un canal gelat d'uns 15 km de llarg i entre 2 i 4 km d'ample. Es troba entre l'illa Blaiklock i el sud de la península Arrowsmith, a la Costa Loubet, i connecta el fiord Bigourdan i el fiord Bourgeois, enfront de la costa oest de la Terra de Graham. Fins a 2003 estava ocupat per la plataforma de gel Jones.
Rep el seu nom en honor de Harold D. Jones, un mecànic d'aeronaus del Falkland Islands Dependencies Survey de l'Illa Stonington entre 1947 i 1949. Va ser membre de l'equip de la FIDS que va descobrir, cartografiar i creuar en trineu el canal en novembre de 1949, quan es va descobrir que estava bloquejat per una plataforma de gel que sobresortia tres metres sobre el nivell del mar. Va ser fotografiat des de l'aire en 1957 per la Falkland Islands and Dependencies Aerial Survey Expedition.